# Limmen Bight
Limmen Bight – australijska zatoka leżąca na obszarze Terytorium Północnego umiejscowiona około 360 km na wschód od Katherine. W zatoce przeważają obszary zalewane w trakcie przypływu oraz namorzyny, powiązane z ujściem rzeki Roper. Obecne są przybrzeżne wysepki, z czego największa nosi nazwę Maria Island. W bezpośredniej bliskości zatoki leży Park Narodowy Limmen.

## Fauna
Swoje siedliska u wybrzeży zatoki ma zagrożony gryzoń skakuszka północna (Notomys aquilo), narażony żółw natator (Natator depressus), zagrożony żółw zielony (Chelonia mydas), krytycznie zagrożony żółw szylkretowy (Eretmochelys imbricata) oraz narażony żółw oliwkowy (Lepidochelys olivacea).

### Awifauna
Od roku 2008 Limmen Bight uznawana jest za ostoję ptaków IBA. Gatunkami kluczowymi przy ustalaniu były wodnik kasztanowaty (Eulabeornis castaneoventris), szczudłak białogłowy (Himantopus leucocephalus), brodziec szary (Tringa brevipes) i biegus wielki (Calidris tenuirostris). Prócz tego u wybrzeży ostoi swoje siedliska mają drop australijski (Ardeotis australis), płomykówka duża (Tyto novaehollandiae) oraz aborygenek maskowy (Geophaps smithii). Ponad 1% światowej populacji rybitwy różowej (Sterna dougallii) występuje na nadbrzeżnych na Low Rock i Sandy Island; na drugiej z wysp liczne są także rybitwy bengalskie (Thalasseus bergii).